# Wilko Risser
Wilko Rudi Risser (Windhoek, 11 agosto 1982) è un ex calciatore namibiano con cittadinanza tedesca, di ruolo attaccante.